# Heaven (John Legend)
Heaven è una canzone di John Legend estratta come secondo singolo dall'album del 2006 Once Again l'11 dicembre 2006. Esistono due versioni del video musicale del brano, entrambe girate presso Highclere Castle nel Regno Unito ed entrambe dirette da Hype Williams.

## Tracce
U.S. Digital download
1. Heaven (remix) (featuring Pusha T of Clipse)
2. Heaven (a capella) (featuring Pusha T of Clipse)
3. Heaven (album version)
4. Heaven (instrumental)

UK Digital download
1. Heaven (album version)
2. Heaven (Johnny Douglas remix)

## Classifiche
| Classifica (2006)                    | Posizione più alta |
| ------------------------------------ | ------------------ |
| U.S. Billboard Hot R&B/Hip-Hop Songs | 26                 |